# Отглеждане на тютюн в България
Отглеждането на тютюн в България е подотрасъл на земеделието в България, обхващащ отглеждането на тютюневи култури.
Производството на тютюн се разраства бързо през XX век, като тютюнът става един от основните износни продукти на българското селско стопанство. Най-голям обем на продукцията е достигнат през 1976 година, когато са произведени 165 хиляди тона необработен тютюн. През следващите десетилетия производството намалява, като през 2020 година са произведени едва 5 хиляди тона.

## История
В миналото тютюнопроизводството в България има значително социално значение, тъй като при определени нископродуктивни почви тази култура се явява основна за населението, т.е. тя е в основата на традиционния му поминък. Най-вече за общността на българските турци отглеждането на тютюн играе ключова роля и в продължителни периоди е определящо за нейното социално и материално положение.
Производството на тютюн се разраства значително в годините след Втората световна война, като в началото на 50-те години той става най-важният износен продукт на България, а засетите площи се удвояват в сравнение с предвоенния период. В този процес важна роля играе въвеждането на американските типове тютюни „Виржиния“ и „Бърлей“, чрез които ареалът на разпространение в България нараства и достига площ от 1 млн. дка. Дори след колективизацията основната част от производството на тютюн, особено на по-качествените ориенталски сортове, се пада на дребни частни стопанства.
Заедно с това се увеличава и броят на преработвателните предприятия, както и техният капацитет. По този начин в края на 80-те години на XX век България заема първо място в света по производство и износ на тютюневи изделия на глава от населението. По това време с 2,3% от обработваемите площи тютюнът дава 45% от селскостопанския износ (7 – 8% от общия износ) и 54% от печалбата на цялото растениевъдство.

## География
В страната са обособени няколко тютюневи области със специфични екологични условия:
- Македонска тютюнева област. Заема наносните части от Кюстендилската и Благоевградската област. Характеризира се с ниска сума на валежите и високи температури. При тези условия се развиват мезоморфни, бързосъхнещи, слабоароматни и светли тютюни.
- Пловдивска тютюнева област. Има няколко главни района: Родопски, Пловдивско-Пазарджишки, Средногорски и Асеновградски. Произведените тютюни тук се отличават с голяма сухоустойчивост, висока съдържателност и ароматичност.
- Джебелска тютюнева област. Тук се произвеждат най-качествените ориенталски високоароматични тютюни, тип „Басма“. Областта е част от Родопите и включва Маданско, Ардинско, отчасти Кърджалийско, Смолянско и Девинско.
- Хасковска тютюнева област. Областта се характеризира със силно развити почви, поради което тук се произвеждат няколко типа тютюни. Теренът е равнинен до полупланински.
- Тунджанско-черноморска тютюнева област. Заема най-южните райони на Старозагорската, Ямболската и Бургаската област. Разнообразието на сортотипове е подобно на това в Хасковската тютюнева област, тъй като и екологичните условия са доста близки.
- Северобългарска тютюнева област. Тютюнопроизводството в тази област се базира както на обикновени, полуориенталски, така и на американски типове тютюн.

Тютюнът в България вирее на всички почви, но качествен тютюн се произвежда от на т.нар „тютюневи почви“. Подходящи за отглеждане на ориенталски тютюн почви са върху водопропусклива подорница, притежаващи добра снабденост с въздух и добра отражателна способност. Хумусното съдържание трябва да бъде ниско и да бъдат леки, топли и сухи. На по-тежки и плодородни почви тютюнът развива дебели и груби листа.